# بهجت غيث
بهجت غيث (1939 - 23 مايو 2016) عالم دين درزي لبناني وشيخ عقل طائفة الموحدين الدروز في لبنان من 24 سبتمبر 1991 حتى 5 نوفمبر 2006 بعد محمد أبو شقرا وقبل نعيم حسن.

## سيرته
ولد بهجت غيث في نيحا بقضاء الشوف عام 1939 من عائلة معروفية، وتلقى علومه الأولى في مدرسة القرية، انتقل بعدها إلى مدرسة عماطور الرسمية ونال فيها الشهادة الابتدائية عام 1953 والمتوسطة 1956.

التحق بهجت غيث بمؤسسة الجيش اللبناني ادارياً نظراً للوضع المادي الصعب للعائلة المزارعة وقد مكنه ذلك من أكمال علومه في مدرسة مسائية في بيروت حيث درس المرحلة الثانوية الا أنه لم يتمكن من تقديم الامتحان الرسمي اثر أزمة لبنان 1958 حيث بقي في مركز عمله في شمال لبنان لسنة تقريباً. ازدادت الأوضاع الاقتصادية سوءٌ فتقدم باستقاله من مؤسسة الجيش وسافر إلى ليبريا بأفريقيا وهناك عمل مع أخيه في التجارة لمدة خمس سنوات فأصاب بعض المال، وعاد بعدها إلى وطنه لبنان، وعمل على استصلاح الأراضي وزراعة. ثم ترك الوطن وسافر إلى الخليج العربي حيث اشترك بتأسيس شركة مقاولات الجابر ولقد حقق نجاحات في أعماله فقَرر أن يترك حقل الأعمال ليعود إلى الوطن عام 1980. 

وفي أواخر سنة 1991 تدهورت صحة شيخ عقل طائفة الموحدين محمد أبو شقرا وتوقف عن مزاولة مهامه وسُلِّمَت امانة المشيخة إلى بهجت غيث بتكليف خطّي.

## حياته الشخصية
تزوج أمية سعيد وهاب، من غريفة ولهما أربع أولاد: شادي، شادية، غادة، طاهر.

## وفاته
توفي بهجت غيث في 23 مايو من عام 2016 في بيروت عن عمر يناهز 77 عاماً وشيّع في نيحا في 24 مارس وتبعه نعيم حسن في مشيخة العقل.